# Брајан Чарнли
Брајан Чарнли (Стоктон на Тизу, 20. септембар 1949 — 19. јул 1991) је био британски уметник који је патио од параноидне шизофреније, и истраживао њене ефекте у свом раду. Извршио је самоубиство у јулу 1991. године.

## Рани живот и слике цвећа
Брајан Џон Чарнли рођен је 20. септембра 1949. у Стоктону на Тизу. Са својим братом близанцем одрастао је у Лондону, Чизлерсту у Кенту, где му је отац радио као предавач, и коначно у Бромхаму близу Бедфорда. У лето 1968, са 18 година, доживео је нервни слом, али је касније те године могао да студира на школи уметности Лестер. Године 1969. Чарнли је добио место на Централној школи уметности и дизајна у Холборну у Лондону, али није могао да заврши курс због још једног слома који је касније дијагностикован као акутна схизофренија.
Од 1971. до 1977. живео је код куће са родитељима између периода хоспитализације и лечења укључујући ЕЦТ. 1978. преселио се у Бедфорд и почео да слика.
Чарнлијев рад током овог периода се у великој мери ослањао на фотореализам, који је тада уживао популарност у Америци, пре него на концептуалној уметности која је била модерна на лондонској уметничкој сцени, и он је стварао многе велике слике цвећа. Међутим, Чарнлија је такође интересовао рад колеге британске уметнице Бриџит Рајли, у чијем раду је видео „кул дисциплину“ комбиновану са снажним емотивним набојем.

## Веза са Пам Џонс
Године 1982. Чарнли је насликао двоструки портрет себе и своје партнерке Пам, у ономе што се назива 'врхунац Чарнлијевог фотореалистичког раног периода'. Композиција и третман показују Чарнлијево интересовање за дело Дејвида Хокнија. Пет година касније, Пам, која је такође доживела менталну болест, покушала је самоубиство скочивши кроз прозор. Иако је преживела, њена кичма је била тешко оштећена. Чарнлијева траума је истражена у његовој слици исте године, 'Одлазак кроз прозор'.

## Стилски развој
Чарнли је истраживао свој унутрашњи живот кроз сликарство од најмање 1982. године, посебно се бавио искуством схизофреније. Пишући 1988. године, Чарнли је рекао да је „пронашао [себе] на унутрашњем путовању у коме су пејзаж и субјект били подвргнути унутрашњој визији“. Међутим, од 1987. надаље, он се све више ослањао на теорије Сигмунда Фројда о сновима, користећи разрађену симболику да пренесе своје ментално стање.
Године 1984. четири његове слике откупила је Краљевска болница Бетлем за своју сталну колекцију. Током овог периода, Чарнли је такође проучавао радове других уметника који се налазе у колекцији Бетлем, посебно Вилијама Курелека и Луиса Вејна, чији рад „чини ми се да има моћ да се помери далеко изнад онога што се очекује од пацијента као уметника. Овде сам видео уметност лишену свих езотеричних и концептуалних претензија'. Чарнлијево богато симболистичко дело из овог периода укључује 'До фарме' (1987), 'Сиви аутопортрет' (1986) и 'Брош шизофрен' (1987), слике које је од тада набавио Бетлемски музеј ума.
Чарнли је имао самосталну изложбу у Драјден стрит галерији, Ковент Гарден у Лондону 1989. године, и изложио две слике на изложби Висионс на Краљевском колеџу уметности 1990. године, коју је кустосирао Ејден Шинглер. Ипак, и даље се борио да живи од своје уметности.

## Завршни радови и смрт
Чарнли је био фрустриран својим очигледним недостатком успеха на тржишту уметности, а признање које је добио било је надјачано свакодневним проблемима његове болести и тешким лековима који су му били преписани да би се супротставио томе. Ови фактори су допринели његовој одлуци почетком 1991. да наслика серију аутопортрета који бележе своје искуство док је смањивао лекове. Новинарка и извршна директорка САНЕ-а, Марџери Волас, охрабрила је Чарнлија да води дневник свог напретка.
Чарнли је направио дневник као саставни део портрета користећи текст да објасни слике које је користио и да опише своје егзистенцијално стање. Серија Аутопортрета састоји се од седамнаест слика. Постоји расправа о томе да ли је последња слика некомплетна због присуства датума у доњем десном углу. Чланак Марџери Волас о Чарнлијевим аутопортретима објављен је у часопису Телеграф у децембру 1991. На њега су можда делимично утицале „Калеидоскопске мачке” Луиса Вејна, које се чувају у колекцији Бетлемског музеја ума, за које се (нетачно) сматра да су приказане напредовање Вејновог менталног поремећаја. У јулу 1991. одузео је себи живот.

## Изложбе
- Bryan Charnley, Dryden Street Gallery, London, 1989
- Visions, Royal College of Art, London 1990 (group exhibition)
- Crossing the Border, Harris Art Gallery and Museum, Preston 1995
- Bryan Charnley: Self Portrait Face to Face with Schizophrenia, National Portrait Gallery 1995
- Bryan Charnley The Art of Schizophrenia, Bethlem Museum of the Mind, 2015

## Галерија
- Кловн у пејзажу, 1983; уље на платну, 40 x 50 cm
- Љубомора; уље на платну, 76 x 101 cm
- Ауто портрет #13 (1991); уље на платну, 51 x 51 cm